# Ундерборг, Аугуст
Аугуст Ундерборг (нем. August Underborg, 21 мая 1870) – немецкий конькобежец. Участник чемпионатов мира (1891 год) и Европы (1891 и 1893 годов). Имел два третьих места в общем зачете на неофициальном чемпионате мира-1891 и чемпионате Европы-1893. Установил один мировой рекорд на дистанции 1000 метров и 12 национальных рекордов.

## Рекорд мира
| дата           | дистанция   | рекорд | город  |
| -------------- | ----------- | ------ | ------ |
| 10 января 1891 | 1000 метров | 1.56,8 | Кампен |

## Личные рекорды
| дата              | дистанция        | рекорд   | город              |
| ----------------- | ---------------- | -------- | ------------------ |
| 10 января 1891    | 1000 метров      | 1.56,8   | Кампен             |
| 16 января 1892    | 3000 метров      | 6.11,0   | Гамбург            |
| 8 января 1893     | 500 метров       | 52,4     | Франкфурт-на-Майне |
| 15 января 1893    | 1500 метров      | 2.44,8   | Гамбург            |
| 22 января 1893    | 5000 метров      | 10.05,8  | Берлин             |
| 17 января 1895    | 10000 метров     | 20.36,00 | Давос              |
| 16–17 января 1895 | сумма многоборья | 232,807  | Давос              |

## Достижения
| турнир                                        | дата                | город     | 500 м                | 1500 м                   | 5000 м      | 0,33 мили   | 1/2 мили                 | 1 миля     | 2 мили     | 3 мили      | 5 миль      | место |
| --------------------------------------------- | ------------------- | --------- | -------------------- | ------------------------ | ----------- | ----------- | ------------------------ | ---------- | ---------- | ----------- | ----------- | ----- |
| Чемпионат мира (неофициальный) – многоборье   | 6 – 7 января 1891   | Амстердам | –                    | –                        | –           | –           | 1.32,4 (4/q), 1.36,0 (4) | 3.14,2 (3) | 6.52,4 (4) | –           | 17.04,4 (3) | (3)   |
| Чемпионат Европы (неофициальный) – многоборье | 23 – 24 января 1891 | Гамбург   | –                    | –                        | –           | 1.00,2 (11) | –                        | 3.14,2 (8) | –          | 11.53,8 (1) | –           | (4)   |
| 1-й чемпионат Европы – многоборье             | 21 – 22 января 1893 | Берлин    | 55,2 (2/q), 54,2 (2) | 2.51,0 (1/q), 2.53,4 (3) | 10.05,8 (3) | –           | –                        | –          | –          | –           | –           | (3)   |

## Ссылка
- Сайт SkateResults.com, анг.
- Сайт Deutsche Eisschnelllauf-Gemeinschaft, нем.